# 渥太華警隊
渥太华警隊（簡稱）是加拿大安大略省渥太华的警務機構。渥太华警隊起源于1847年成立的拜城維持公眾安寧協會（Bytown Association for the Preservation of the Public Peace）。1855年，罗德里克·罗斯 （Roderick Ross）成為新成立的渥太华市的第一任警察總长。1995年，渥太华、尼平（Nepean）和告羅士打（Gloucester）三地的警察合并，成立了渥太华-卡尔顿地区警隊。新的警隊管轄範圍扩大到以前由安大略省警察负责的渥太华-卡尔顿的部分地区。現該警察機構的英文名稱定名於2001年。